# Metzeral
Metzeral là một xã ở tỉnh Haut-Rhin trong vùng Grand Est ở đông bắc Pháp. Xã này có diện tích 30,43 km², dân số năm 1999 là 1109 người. Khu vực này có độ cao 484 mét trên mực nước biển.